# NGC 6404
NGC 6404 (другие обозначения — OCL 1024, ESO 393-SC13) — рассеянное скопление в созвездии Скорпион.
Этот объект входит в число перечисленных в оригинальной редакции «Нового общего каталога».